# John Fitzgerald (tenisista)
John Basil Fitzgerald (ur. 28 grudnia 1960 w Cummins) – australijski tenisista, wielokrotny zwycięzca turniejów wielkoszlemowych w deblu i mikście, lider rankingu deblowego ATP, zdobywca Pucharu Davisa, olimpijczyk, komentator telewizyjny.
W 1993 roku, za zasługi w tenisie, otrzymał Order Australii.

## Kariera tenisowa
Jako zawodowy tenisista występował w latach 1980–1997.
W grze pojedynczej jest zwycięzcą 6 turniejów rangi ATP World Tour oraz uczestnikiem 5 finałów.
W grze podwójnej Fitzgerald jest mistrzem 30 turniejów zawodowych, w tym 7 wielkoszlemowych. 31 razy przegrywał mecze finałowe, wliczając w ten bilans 4 porażki w Wielkim Szlemie.
Sukcesy odnosił również w grze mieszanej, triumfując w 2 imprezach Wielkiego Szlema i osiągając 4 finały.
W 1988 i 1992 roku reprezentował Australię na igrzyskach olimpijskich. W Seulu (1988) odpadł w 1 rundzie singla i ćwierćfinale debla (wspólnie z Darrenem Cahillem). 4 lata później, w Barcelonie, wystartował w grze podwójnej dochodząc do 2 rundy (razem z Toddem Woodbridge).
W latach 1982–1992 reprezentował Australię w Pucharze Davisa. W latach 1983 i 1986 zdobył z zespołem trofeum, za każdym razem wygrywając 3:2 finały ze Szwecją. W 1990 Australia poniosła, w składzie z Fitzgeraldem, porażkę 2:3 w finale ze Stanami Zjednoczonymi.
W rankingu gry pojedynczej Fitzgerald najwyżej był na 25. miejscu (11 lipca 1988), a w klasyfikacji gry podwójnej na 1. pozycji (8 lipca 1991). Liderem w zestawieniu deblistów był w sumie przez 40 tygodni.
Po zakończeniu kariery, w latach 2001–2010, był kapitanem australijskiej drużyny w Pucharze Davisa. Doprowadził zespół do 28 zwycięstwa w zawodach, w 2003 po finale z Hiszpanią w Melbourne.

### Finały w turniejach ATP World Tour
| Legenda                                      |
| -------------------------------------------- |
| Wielki Szlem                                 |
| Igrzyska olimpijskie                         |
| Tennis Masters Cup / ATP Finals              |
| ATP Masters Series / ATP Tour Masters 1000   |
| ATP International Series Gold / ATP Tour 500 |
| ATP International Series / ATP Tour 250      |

#### Gra pojedyncza (6–5)
| Końcowy wynik | Nr | Data | Turniej    | Nawierzchnia    | Przeciwnik          | Wynik finału            |
| ------------- | -- | ---- | ---------- | --------------- | ------------------- | ----------------------- |
| Zwycięzca     | 1. | 1981 | Kitzbühel  | Ceglana         | Guillermo Vilas     | 3:6, 6:3, 7:5           |
| Zwycięzca     | 2. | 1982 | Maui       | Twarda          | Brian Teacher       | 6:2, 6:3                |
| Finalista     | 1. | 1982 | Sydney     | Trawiasta       | John Alexander      | 6:4, 6:7, 4:6           |
| Zwycięzca     | 3. | 1983 | Newport    | Trawiasta       | Scott Davis         | 2:6, 6:1, 6:3           |
| Zwycięzca     | 4. | 1983 | Stowe      | Twarda          | Vijay Amritraj      | 3:6, 6:2, 7:5           |
| Zwycięzca     | 5. | 1984 | Sydney     | Trawiasta       | Sammy Giammalva Jr. | 6:3, 6:3                |
| Finalista     | 2. | 1984 | Melbourne  | Trawiasta       | Dan Cassidy         | 6:7, 6:7                |
| Finalista     | 3. | 1987 | Hongkong   | Twarda          | Eliot Teltscher     | 7:6, 6:3, 1:6, 2:6, 5:7 |
| Zwycięzca     | 6. | 1988 | Sydney     | Trawiasta       | Andriej Czesnokow   | 6:3, 6:4                |
| Finalista     | 4. | 1988 | Filadelfia | Dywanowa (hala) | Tim Mayotte         | 6:4, 2:6, 2:6, 3:6      |
| Finalista     | 5. | 1988 | Tokio      | Dywanowa (hala) | Boris Becker        | 6:7, 4:6                |

#### Gra podwójna (30–31)
| Końcowy wynik | Nr  | Data | Turniej                    | Nawierzchnia    | Partner          | Przeciwnicy                        | Wynik finału              |
| ------------- | --- | ---- | -------------------------- | --------------- | ---------------- | ---------------------------------- | ------------------------- |
| Finalista     | 1.  | 1981 | Forest Hills WCT           | Ceglana         | Andy Kohlberg    | Peter Fleming John McEnroe         | 4:6, 4:6                  |
| Zwycięzca     | 1.  | 1981 | Båstad                     | Ceglana         | Mark Edmondson   | Anders Järryd Hans Simonsson       | 2:6, 7:5, 6:0             |
| Zwycięzca     | 2.  | 1982 | Strasburg WCT              | Dywanowa (hala) | Wojciech Fibak   | Sandy Mayer Frew McMillan          | 6:4, 6:3                  |
| Finalista     | 2.  | 1982 | Zurych WCT                 | Dywanowa (hala) | Wojciech Fibak   | Sammy Giammalva Jr. Tom Gullikson  | 4:6, 2:6                  |
| Finalista     | 3.  | 1982 | Rzym                       | Ceglana         | Wojciech Fibak   | Heinz Günthardt Balázs Taróczy     | 4:6, 6:4, 3:6             |
| Zwycięzca     | 3.  | 1982 | Australian Open, Melbourne | Trawiasta       | John Alexander   | Andy Andrews John Sadri            | 6:4, 7:6                  |
| Zwycięzca     | 4.  | 1982 | Sydney                     | Trawiasta       | John Alexander   | Cliff Letcher Craig A. Miller      | 6:4, 7:6                  |
| Zwycięzca     | 5.  | 1983 | Bristol                    | Trawiasta       | John Alexander   | Tom Gullikson Johan Kriek          | 7:5, 6:4                  |
| Zwycięzca     | 6.  | 1983 | Newport                    | Trawiasta       | Vijay Amritraj   | Tim Gullikson Tom Gullikson        | 6:3, 6:4                  |
| Finalista     | 4.  | 1983 | Columbus                   | Twarda          | Vijay Amritraj   | Scott Davis Brian Teacher          | 1:6, 6:4, 6:7             |
| Finalista     | 5.  | 1983 | Tokio                      | Dywanowa (hala) | Steve Denton     | Mark Edmondson Sherwood Stewart    | 1:6, 4:6                  |
| Finalista     | 6.  | 1984 | Bristol                    | Trawiasta       | John Alexander   | Larry Stefanki Robert Van’t Hof    | 4:6, 7:5, 7:9             |
| Finalista     | 7.  | 1984 | Toronto                    | Twarda          | Kim Warwick      | Peter Fleming John McEnroe         | 4:6, 2:6                  |
| Zwycięzca     | 7.  | 1984 | US Open, Nowy Jork         | Twarda          | Tomáš Šmíd       | Stefan Edberg Anders Järryd        | 7:6, 6:3, 6:3             |
| Zwycięzca     | 8.  | 1985 | Auckland                   | Twarda          | Chris Lewis      | Broderick Dyke Wally Masur         | 7:6, 6:2                  |
| Zwycięzca     | 9.  | 1985 | Las Vegas                  | Twarda          | Pat Cash         | Paul Annacone Christo Van Rensburg | 7:6, 6:7, 7:6             |
| Finalista     | 8.  | 1985 | Londyn                     | Trawiasta       | Pat Cash         | Ken Flach Robert Seguso            | 6:3, 3:6, 14–16           |
| Finalista     | 9.  | 1985 | Wimbledon, Londyn          | Trawiasta       | Pat Cash         | Heinz Günthardt Balázs Taróczy     | 4:6, 3:6, 6:4, 3:6        |
| Zwycięzca     | 10. | 1985 | Sydney                     | Twarda (hala)   | Anders Järryd    | Mark Edmondson Kim Warwick         | 6:3, 6:2                  |
| Finalista     | 10. | 1986 | Bruksela                   | Dywanowa (hala) | Tomáš Šmíd       | Boris Becker Slobodan Živojinović  | 6:7, 5:7                  |
| Finalista     | 11. | 1986 | Indianapolis               | Ceglana         | Sherwood Stewart | Hans Gildemeister Andrés Gómez     | 4:6, 3:6                  |
| Zwycięzca     | 11. | 1986 | French Open, Paryż         | Ceglana         | Tomáš Šmíd       | Stefan Edberg Anders Järryd        | 3:6, 6:4, 3:6, 7:6, 14:12 |
| Zwycięzca     | 12. | 1986 | Sydney                     | Twarda (hala)   | Boris Becker     | Peter McNamara Paul McNamee        | 6:4, 7:6                  |
| Finalista     | 12. | 1987 | Cincinnati                 | Twarda          | Steve Denton     | Ken Flach Robert Seguso            | 5:7, 3:6                  |
| Zwycięzca     | 13. | 1988 | Key Biscayne               | Twarda          | Anders Järryd    | Ken Flach Robert Seguso            | 7:6, 6:1, 7:5             |
| Zwycięzca     | 14. | 1988 | Tokio                      | Twarda          | Johan Kriek      | Steve Denton David Pate            | 6:4, 6:7, 6:4             |
| Finalista     | 13. | 1988 | French Open, Paryż         | Ceglana         | Anders Järryd    | Andrés Gómez Emilio Sánchez        | 3:6, 7:6, 4:6, 3:6        |
| Finalista     | 14. | 1988 | Wimbledon, Londyn          | Trawiasta       | Anders Järryd    | Ken Flach Robert Seguso            | 4:6, 6:2, 4:6, 6:7        |
| Zwycięzca     | 15. | 1988 | Sydney                     | Twarda (hala)   | Darren Cahill    | Marty Davis Brad Drewett           | 6:3, 6:2                  |
| Zwycięzca     | 16. | 1988 | Paryż                      | Twarda (hala)   | Paul Annacone    | Jim Grabb Christo Van Rensburg     | 6:2, 6:2                  |
| Finalista     | 15. | 1988 | Sztokholm                  | Twarda (hala)   | Paul Annacone    | Kevin Curren Jim Grabb             | 5:7, 4:6                  |
| Finalista     | 16. | 1988 | Bruksela                   | Dywanowa (hala) | Tomáš Šmíd       | Wally Masur Tom Nijssen            | 5:7, 6:7                  |
| Zwycięzca     | 17. | 1989 | Wimbledon, Londyn          | Trawiasta       | Anders Järryd    | Rick Leach Jim Pugh                | 3:6, 7:6, 6:4, 7:6        |
| Finalista     | 17. | 1989 | Los Angeles                | Twarda          | Anders Järryd    | Marty Davis Tim Pawsat             | 5:7, 6:7                  |
| Zwycięzca     | 18. | 1989 | Paryż                      | Twarda (hala)   | Anders Järryd    | Jakob Hlasek Éric Winogradsky      | 7:6, 6:4                  |
| Finalista     | 18. | 1989 | Londyn                     | Dywanowa (hala) | Anders Järryd    | Jim Grabb Patrick McEnroe          | 5:7, 6:7, 7:5, 3:6        |
| Finalista     | 19. | 1990 | Sztokholm                  | Dywanowa (hala) | Anders Järryd    | Guy Forget Jakob Hlasek            | 4:6, 2:6                  |
| Finalista     | 20. | 1990 | Moskwa                     | Dywanowa (hala) | Anders Järryd    | Hendrik Jan Davids Paul Haarhuis   | 4:6, 6:7                  |
| Finalista     | 21. | 1991 | Memphis                    | Twarda (hala)   | Laurie Warder    | Udo Riglewski Michael Stich        | 5:7, 3:6                  |
| Finalista     | 22. | 1991 | Tokio                      | Twarda          | Anders Järryd    | Stefan Edberg Todd Woodbridge      | 4:6, 7:5, 4:6             |
| Zwycięzca     | 19. | 1991 | French Open, Paryż         | Ceglana         | Anders Järryd    | Rick Leach Jim Pugh                | 6:0, 7:6                  |
| Zwycięzca     | 20. | 1991 | Wimbledon, Londyn          | Trawiasta       | Anders Järryd    | Javier Frana Leonardo Lavalle      | 6:3, 6:4, 6:7, 6:1        |
| Zwycięzca     | 21. | 1991 | US Open, Nowy Jork         | Twarda          | Anders Järryd    | Scott Davis David Pate             | 6:3, 3:6, 6:3, 6:3        |
| Finalista     | 23. | 1991 | Brisbane                   | Twarda          | Glenn Michibata  | Todd Woodbridge Mark Woodforde     | 6:7, 3:6                  |
| Zwycięzca     | 22. | 1991 | Sztokholm                  | Dywanowa (hala) | Anders Järryd    | Tom Nijssen Cyril Suk              | 7:5, 6:2                  |
| Zwycięzca     | 23. | 1991 | Paryż                      | Twarda (hala)   | Anders Järryd    | Kelly Jones Rick Leach             | 3:6, 6:3, 6:2             |
| Zwycięzca     | 24. | 1991 | Johannesburg               | Twarda (hala)   | Anders Järryd    | Ken Flach Robert Seguso            | 6:4, 6:4, 2:6, 6:4        |
| Finalista     | 24. | 1992 | Stuttgart                  | Dywanowa (hala) | Anders Järryd    | Tom Nijssen Cyril Suk              | 3:6, 7:6, 3:6             |
| Finalista     | 25. | 1992 | Tokio                      | Twarda          | Anders Järryd    | Kelly Jones Rick Leach             | 6:0, 5:7, 3:6             |
| Zwycięzca     | 25. | 1992 | Londyn                     | Trawiasta       | Anders Järryd    | Goran Ivanišević Diego Nargiso     | 6:4, 7:6                  |
| Zwycięzca     | 26. | 1992 | Tajpej                     | Dywanowa (hala) | Sandon Stolle    | Patrick Baur Christo Van Rensburg  | 7:6, 6:2                  |
| Zwycięzca     | 27. | 1992 | Antwerpia                  | Dywanowa (hala) | Anders Järryd    | Patrick McEnroe Jared Palmer       | 6:2, 6:2                  |
| Finalista     | 26. | 1992 | Johannesburg               | Twarda          | Anders Järryd    | Todd Woodbridge Mark Woodforde     | 2:6, 6:7, 7:5, 6:3, 3:6   |
| Finalista     | 27. | 1993 | Adelaide                   | Twarda          | Laurie Warder    | Todd Woodbridge Mark Woodforde     | 4:6, 5:7                  |
| Finalista     | 28. | 1993 | Australian Open, Melbourne | Twarda          | Anders Järryd    | Danie Visser Laurie Warder         | 4:6, 3:6, 4:6             |
| Zwycięzca     | 28. | 1993 | Dubaj                      | Twarda          | Anders Järryd    | Grant Connell Patrick Galbraith    | 6:2, 6:1                  |
| Finalista     | 29. | 1994 | Dubaj                      | Twarda          | Darren Cahill    | Todd Woodbridge Mark Woodforde     | 7:6, 4:6, 2:6             |
| Zwycięzca     | 29. | 1994 | Bolonia                    | Ceglana         | Patrick Rafter   | Vojtěch Flégl Andrew Florent       | 6:3, 6:3                  |
| Zwycięzca     | 30. | 1994 | Los Angeles                | Twarda          | Mark Woodforde   | Scott Davis Brian MacPhie          | 4:6, 6:2, 6:0             |
| Finalista     | 30. | 1995 | Tokio                      | Twarda          | Anders Järryd    | Mark Knowles Jonathan Stark        | 3:6, 6:3, 6:7             |
| Finalista     | 31. | 1995 | Hongkong                   | Twarda          | Anders Järryd    | Tommy Ho Mark Philippoussis        | 1:6, 7:6, 6:7             |

#### Gra mieszana (2–4)
| Końcowy wynik | Nr | Data | Turniej            | Nawierzchnia | Partnerka        | Przeciwnicy                         | Wynik finału  |
| ------------- | -- | ---- | ------------------ | ------------ | ---------------- | ----------------------------------- | ------------- |
| Zwycięzca     | 1. | 1983 | US Open, Nowy Jork | Twarda       | Elizabeth Smylie | Barbara Potter Ferdi Taygan         | 3:6, 6:3, 6:4 |
| Finalista     | 1. | 1984 | US Open, Nowy Jork | Twarda       | Elizabeth Smylie | Manuela Maleewa Tom Gullikson       | 6:2, 5:7, 4:6 |
| Finalista     | 2. | 1985 | Wimbledon, Londyn  | Trawiasta    | Elizabeth Smylie | Martina Navrátilová Paul McNamee    | 5:7, 6:4, 2:6 |
| Finalista     | 3. | 1985 | US Open, Nowy Jork | Twarda       | Elizabeth Smylie | Martina Navrátilová Heinz Günthardt | 3:6, 4:6      |
| Finalista     | 4. | 1990 | Wimbledon, Londyn  | Trawiasta    | Elizabeth Smylie | Zina Garrison Rick Leach            | 5:7, 2:6      |
| Zwycięzca     | 2. | 1991 | Wimbledon, Londyn  | Trawiasta    | Elizabeth Smylie | Natalla Zwierawa Jim Pugh           | 7:6(4), 6:2   |